# 움베르토 디올시

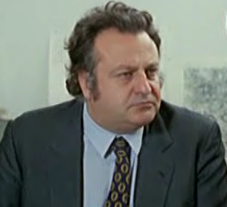

움베르토 디올시(Umberto D'Orsi, 1929년 7월 30일 ~ 1976년 8월 31일)는 이탈리아의 배우이다.
트리에스테에서 태어났으며 로마에서 사망하였다. 사인은 심근 경색이다.

## 영화
- 내 이름은 상하이 조 (1972년)
- 죽음의 영혼 (1968년)
- 미, 미, 미... 앤 디 아더스 (1966년)
- 레츠 토크 어바웃 우먼 (1964년)
- 매니악 (1964년)
- 썸머 프렌지 (1964년)
- 라 쿠카그나 (1962년)